# Corbières (streek)
Les Corbières is een streek en een laag bergmassief in de Franse dat deel uitmaakt van het voorgebergte van de Pyreneeën. De streek ligt in de regio Occitanie, voornamelijk in het departement Aude, met een klein deel in het departement Pyrénées-Orientales. Les Corbières liggen ten zuiden en ten oosten van het dal van de rivier de Aude, ten noorden van het dal van de riviertjes de Boulzone en Maury in de streken Fenouillèdes en Roussillon en ten westen van het Étang de Leucate aan de Middellandse Zee. Administratief ligt het in het samenwerkingsverband van gemeentes Pays Corbières Minervois.
Door de arme bodem is de Corbières van oorsprong een arme streek. Hierdoor kregen in de middeleeuwen de katharen, met hun sobere geloofsbelijdenis, er stevig voet aan de grond. Zij hebben in het gebied een aantal burchten achtergelaten (zie: burchten van de katharen) die heden ten dage grotendeels verwoest zijn. Bovendien bevonden de laatste bolwerken die vielen - waarvan het belangrijkste het Kasteel van Quéribus - zich in deze streek.
Vandaag de dag genieten de lokale wijnen een zekere bekendheid. Ook probeert het gebied zich toeristisch te profileren, bijvoorbeeld door wandelroutes langs de belangrijkste katharenbolwerken. 